# Oppmanna församling
Oppmanna församling var en församling i Villands och Gärds kontrakt i Lunds stift. Församlingen låg i Kristianstads kommun i Skåne län och ingick i Oppmanna-Vånga pastorat. Församlingen uppgick 2017 i Oppmanna-Vånga församling. Areal 47,44 kvadratkilometer. 

## Administrativ historik
Församlingen har medeltida ursprung.
Församlingen har varit och är moderförsamling i pastoratet Oppmanna och Vånga.. Församlingen uppgick 2017 i Oppmanna-Vånga församling.

## Kyrkoherdar
| Ämbetstid | Namn                                 | Levnadstid | Övrigt                         |
| --------- | ------------------------------------ | ---------- | ------------------------------ |
| 1569      | Mårten                               |            | Pastor                         |
| 1584–1595 | Oluf Hansen                          |            | Pastor                         |
| 1610–1632 | Hector Hermandssön (Maltsan)         |            | Pastor                         |
| 1633–1634 | Jens Hansen Brun                     | död 1652   | Pastor                         |
| 1653–1689 | Niels Oluffsson Löderup (Leodoraeus) | 1624–1689  | Pastor                         |
| 1689–1744 | Hans Widingh                         | 1658–1744  | Pastor, prost och häradsprost. |
| 1746–1784 | Petrus Neosander                     | 1708–1784  | Pastor och prost.              |
| 1786–1799 | Gunnar Lorenz Schewenius             |            |                                |
| 1799–1815 | Samuel Mellblom                      | 1749–1815  | Pastor                         |
| 1817–1835 | Carl Gustaf Trägårdh                 | 1779–1835  | Pastor                         |
| 1839–1850 | Gustaf Feuk                          | 1776–1850  | Pastor                         |
| 1852–     | Eric David Moberger                  | 1800–1863  | Pastor                         |

## Kyrkor
- Oppmanna kyrka